# Andy Williams (énekes)
Andy Williams, Howard Andrew "Andy" Williams, (Wall Lake, Iowa, 1927. december 3. – Branson, Missouri, 2012. szeptember 25.) amerikai popénekes, a '60-as és '70-es évek egyik legnagyobb amerikai sztárja.
Három bátyjával együtt kezdett énekelni, majd 1953-tól szólókarrierbe kezdett. 1956-ban jelent meg első dala. A következő évben a Butterfly című dallal a slágerlista élére került. Örökzölddé vált száma volt a Music To Watch Girls By és a Can't Get Used To Losing You is.
Óriási sikert ért el előadásában a Moon River, amit először Audrey Hepburn énekelt el az Álom Luxuskivitelben (Breakfast at Tiffanny's) című filmben.
1962-től futott az Andy Williams Show című tévéműsora, amiért három Emmy-díjat is kapott. 1990-ben elindította az Andy Williams Moon River nevű színházat Bransonban.
Ronald Reagan Amerika nemzeti kincsének nevezte.